# 柳和榮
柳和榮，曾譯為劉花英和柳花英（： Ryu Hwayoung，1993年4月22日—），韓國女歌手、演員，2010年以第七名成員身分加入韓國女子團體T-ara，隊內擔任主饒舌及副唱，並於同年12月3日正式在KBS《Music Bank》出道。
2012年7月30日，Core Contents Media宣布與和榮解約並退團。 
2013年12月16日，與Imagine Asia簽訂專屬合約，以演員身份再次出道。

## 生平
1993年4月22日，柳和榮與雙胞胎姐姐柳孝榮出生於韓國的光州廣域市。

### 2010-2012年：T-ara
2010年，和榮跟孝榮一起參與SBS綜藝節目《Star King》的錄影後被所屬社長發堀，各自於T-ara及男女共學組合出道。同年7月，和榮加入了T-ara，並在11月16日於節目《T-ARA 畢業畢業 Baby》中首次亮相，直至12月3日，她以T-ara首張迷你專輯《Vol Two Temptastic》正式出道。

2011年12月，她參與了T-ara和Davichi合唱的我們不是相愛過嗎（우리 사랑했잖아）。又為歌手Yangpa的單曲Love is all the same（사랑은 다 그런거래요）填詞（Rap段）。
2012年7月30日，T-ara所屬的經紀公司Core Contents Media代表金光洙宣布和榮將於《Day By Day》宣傳期間解約並退出T-ara。

### 2013年12月：重新出發，加入新公司
2013年12月16日，Imagine Asia宣佈已與和榮簽訂合同，與崔成民、吳漣序等人成為同事。此後，和榮將會朝演員路線發展。

### 2017年：霸凌事件
2017年，與姐姐孝榮上《TAXI》節目，訴說當年因霸凌事件退團，惹怒前T-ara工作人員，事後說出霸凌事件的真相，將事件大反轉，T-ara才是事件真正的受害者。

### 2020年：蒙面歌王事件
2020年11月1日，參加《蒙面歌王》，但第1階段就被淘汰，引起大批網友認為和榮登《蒙面歌王》是想蹭熱度博取關注而產生「dislike」潮，倒讚的數量在數天內達到2.3萬，而讚數只有不足1000個，有著明顯差距。

## 作品

### 音樂作品
- 2012年 《Love is all the same》-Yangpa（和榮Rap填詞）

### 電影
| 年份   | 片名           | 角色 | 性質     | 備註 |
| ------ | -------------- | ---- | -------- | ---- |
| 2015年 | 《今天的戀愛》 | 熙珍 | 特別演出 |      |

### 電視劇
| 年份   | 電視台 | 劇名                            | 角色           | 性質           | 集數      | 備註                    |
| ------ | ------ | ------------------------------- | -------------- | -------------- | --------- | ----------------------- |
| 2014年 | SBS    | 媽媽的選擇                      | 徐賢雅         | 配角           | 共2集     | 獨幕劇                  |
| 2015年 | KBS    | 玉兒家                          | 韓玉           | 女主角         | 共2集     | 新年特輯-唱劇情景劇     |
| 2015年 | tvN    | 前女友俱樂部                    | 具槿玲（LaLa） | 第四女主角     | 全劇      | 金土劇                  |
| 2016年 | KBS    | 太陽的後裔                      | 徐大英的前女友 | 客串           | 共16集    | 第4集 (水木劇)          |
| 2016年 | SBS    | 回來吧大叔                      | 王珠妍         | 配角           | 共16集    | 水木劇                  |
| 2016年 | JTBC   | 青春時代                        | 姜伊娜         | 五位女主角之一 | 共12集    | 金土劇                  |
| 2016年 | KBS    | 微笑失格                        | 申娜拉         | 女主角         | 共1集     | KBS Drama Special獨幕劇 |
| 2017年 | Naver  | 手的痕跡（第一季）              | 朴敏英         | 女主角         | 共17集    | 網絡劇                  |
| 2017年 | KBS    | 爸爸好奇怪                      | 卞娜英         | 女配角         | 共52集    | 週末劇                  |
| 2017年 | Naver  | 手的痕跡-少女們的戰爭（第二季） | 朴敏英         | 女主角         |           | 網絡劇                  |
| 2017年 | Naver  | 手的痕跡-巫師（第三季）         | 朴敏英         | 女主角         |           | 網絡劇                  |
| 2017年 | JTBC   | 青春時代2                       | 姜伊娜         | 特別演出       | 1、10、14 | 金土劇                  |
| 2017年 | KBS    | Mad Dog                         | 張夏利         | 女主角         | 共16集    | 水木劇                  |
| 2018年 | JTBC   | Beauty Inside                   | 蔡幼莉         | 女配角         | 共16集    | 月火劇                  |
| 2021年 | WAVVE  | 愛情場景編號                    | 尹班雅         | 四位女主角之一 | 共8集     |                         |
| 2024年 | tvN    | 玩家2                           | 白賢美         | 特別演出       | 第4集     | 月火劇                  |

### MV
| 日期          | 歌手 | 歌曲                                      | 備註     |
| 2014年1月13日 | ZIA  | 《Have You Ever Cried(울어본 적 있나요)》 | 正規三輯 |

### 綜藝節目
| 日期                | 電視台  | 節目名稱               | 備註            |
| 2010年5月29日       | SBS     | 《Star King》          |                 |
| 2011年6月17日       | KBS2    | 《Sponge》             | 與姐姐柳孝榮    |
| 2012年7月25日       | KBS2    | 《維他命》             | 與咸𤨒晶        |
| 2016年10月5日       | OnStyle | 《Get It Beauty 2016》 | Talk Mirror環節 |
| 2017年2月1日-2月8日 | tvN     | 《現場脫口秀Taxi》     | 與姐姐柳孝榮    |

### 廣告
| 年份      | 代言產品                                |
| 2014      | G Market X HP Stream Tablet（與郭真言） |
| 2016-2017 | Labiotte化妝品                          |
| 2017      | Benetton服裝（與姐姐柳孝榮）            |
| 2017      | Sudden Attack線上遊戲                   |

## 獎項

### 大型頒獎禮獲獎獎項
| 年份   | 名稱        | 獎項           | 作品                | 結果 |
| 2017年 | KBS演技大賞 | 最佳女子新人獎 | 爸爸好奇怪、Mad Dog | 獲獎 |

## 外部連結
- 柳和榮的Instagram帳戶
- 柳和榮的X（前Twitter）